# Jazowa Druga
Jazowa Druga – osada w Polsce położona w województwie pomorskim, w powiecie nowodworskim, w gminie Nowy Dwór Gdański. Miejscowość wchodzi w skład sołectwa Rakowo.
W latach 1975–1998 miejscowość administracyjnie należała do województwa elbląskiego.